# Olof II de Suecia
Olof Björnsson también Olof II de Suecia (apodado Olof el Poderoso, 905 - 975), fue un caudillo vikingo, rey semi-legendario sueco de Sueonia, Hedeby y Upsala según la saga Hervarar y Styrbjarnar þáttr Svíakappa, gobernó junto a su hermano Erico el Victorioso. Olof II se casó con Ingeborg Thrandsdotter (n. 910) y fue padre de Styrbjörn el Fuerte, que llegó a ser uno de los más poderosos guerreros escandinavos y comandante de los legendarios mercenarios jomsvikings, y Gunnhild Olafsdotter que casó con el rey danés Harald Blåtand.
Olof murió envenenado durante un festín. Erico proclamó a su hijo varón que no había nacido todavía cogobernante en lugar de designar a Styrbjörn que vio usurpado su derecho al trono.